# Quimera (virus)
Un virus quimera se define por el Center for Veterinary Biologics (parte del Departamento de EE. UU. de Agricultura y del Animal and Plant Health Inspection Service) como "un nuevo microorganismo híbrido creado por la unión de fragmentos de ácido nucleico pertenecientes a dos o más microorganismos diferentes, en donde al menos dos de los fragmentos contienen genes esenciales necesarios para replicación." 
El término quimera también se refiere a un organismo cuyo cuerpo contienen poblaciones celulares provenientes de cigotos diferentes, o a un organismo que es desarrollado a partir de embriones diferentes. 
En mitología, una quimera es una criatura  como un Hipogrifo o un Grifo, los cuales se forman por partes de animales diferentes.. 
Se han creado flavivirus quiméricos en un intento de hacer nuevas vacunas.
Los investigadores en 2017 han creado un virus quimera, que permite el estudio de moléculas para tratar cánceres.